# Metildiclorofosfina
La metildiclorofosfina (también conocida como dicloro(metil)fosfano y dicloruro de metilfosfonoso) es un compuesto organofosforado con la fórmula química CH3PCl2. Es un líquido incoloro, corrosivo, inflamable y altamente reactivo con un olor acre.

## Preparación
La metildiclorofosfina se produce mediante la alquilación del tricloruro de fósforo con yoduro de metilo seguido de la reducción de la sal de fosfonio resultante con polvo de hierro: El compuesto es un intermediario para la síntesis de otras sustancias químicas, por ejemplo, la dimetilfenilfosfina:
CH3I  +  PCl3  +  AlCl3  → [CH3PCl3]+AlCl3I−
[CH3PCl3]+AlCl3I−  +  Fe  →   CH3PCl2  +  FeClI +  AlCl3

## Usos
La metildiclorofosfina pertenece al grupo de las halofosfinas, algunas de las cuales se utilizan como productos intermedios en la producción de agentes fitosanitarios, estabilizadores de plásticos y catalizadores. Es un precursor del herbicida Glufosinato. También se utiliza en la producción de compuestos ignífugos.
Debido al problema de reciclaje del cloruro de fosforilo, SW se adoptó en el paso tres del proceso DMHP (dimetilheptilpirano) en la preparación de GB (Sarín). SW también se adoptó como precursor estándar de los agentes V, y se utilizó para preparar QL (Fosfonito de isopropilaminoetilmetilo) para VX unitario y binario. SW fue el primer agente adoptado para preparar VX en una reacción en un solo recipiente en medio acuoso.

## Seguridad
También es tóxico si se inhala, puede causar quemaduras al contacto con la piel y los ojos y libera vapores de ácido clorhídrico en ambientes húmedos.